# Vestigipoda intermedia
Vestigipoda intermedia är en tvåvingeart som beskrevs av Maruyama och Ronald Henry Lambert Disney 2008. Vestigipoda intermedia ingår i släktet Vestigipoda och familjen puckelflugor. Inga underarter finns listade i Catalogue of Life.